# Шмаков, Фёдор Иванович
Фёдор Иванович Шма́ков (бел. Фёдар Іванавіч Шмакаў; 1917, Петроград — 2009, Витебск) — советский, белорусский актёр театра и кино, театральный режиссёр, педагог. Народный артист СССР (1975).

## Биография
Фёдор Шмаков родился 16 февраля (1 марта) 1917 года в Петрограде (ныне Санкт-Петербург).
Детство прошло в посёлке Рошаль (ныне в Московской области), куда семья переехала из Петрограда. Окончил 7 классов, школу ФЗО, работал слесарем на заводе в цехе точной механики. В заводском клубе активно участвовал в драматическом кружке.
В 1935 году поступил в Ленинградское центральное театральное училище (ныне Санкт-Петербургская государственная академия театрального искусства), которое окончил в 1939 году (мастерская В. В. Меркурьева) и был принят в труппу Государственного русского драматического театра Белорусской ССР в Могилёве (ныне Национальный академический драматический театр им. М. Горького).
В 1941 году театр гастролировал в Белостоке, когда началась война. Тогда же оказался в Витебске, где перешёл во 2-й Белорусский государственный театр (ныне Национальный академический драматический театр им. Якуба Коласа), на сцене которого сыграл более 200 ролей, а с 60-х годов и ставил спектакли в качестве режиссёра. В 1944 году работал во фронтовой театральной бригаде.
Преподавал в студиях при театре.
Член ВКП(б) с 1948 года. Делегат XXV съезда КПСС.
Скончался 1 мая (по другим источникам — 2 мая<) 2009 года в Витебске на 93-м году жизни. Похоронен на Мазуринском кладбище в Витебске.

## Звания и награды
- Заслуженный артист Белорусской ССР[5]
- Народный артист Белорусской ССР (1959)
- Народный артист СССР (1975)
- Государственная премия Белорусской ССР (1968) — за исполнение роли В. И. Ленина в спектакле «Шестое июля» М. Ф. Шатрова
- Орден Трудового Красного Знамени (1971)
- Орден Дружбы народов (1987)
- Орден «Знак Почёта» (1955)
- Медаль Франциска Скорины (1997)
- Медали
- Приз «Хрустальная Павлинка» (Союз театральных деятелей Белоруссии, 2000)
- Премия Президента Республики Беларусь «За духовное возрождение» (2001)
- Почётная грамота Совета Министров Республики Беларусь (1997) — за многолетнюю активную работу, личный вклад в творческие успехи театра и в связи с 80-летием со дня рождения[6]
- Медаль «За вклад в развитие белорусского кинематографа» (Союз кинематографистов Белоруссии, 2007)
- Почётный гражданин Витебска (1994)[7].

## Роли в театре

### Государственный русский драматический театр Белорусской ССР
- «Таланты и поклонники» А. Н. Островского — Вася
- «Сказка» М. А. Светлова — Виктор
- «Интервенция» Л. И. Славина — Степиков

### Белорусский драматический театр им. Я. Коласа
- «Семья» И. Ф. Попова — В. И. Ленин[2]
- «Вечный источник» Д. И. Зорина — В. И. Ленин
- «Шестое июля» М. Ф. Шатрова — В. И. Ленин
- «Третья патетическая» Н. Ф. Погодина — В. И. Ленин
- «Власть тьмы» Л. Н. Толстого — Аким
- «Клоп» В. В. Маяковского — Присыпкин
- «А зори здесь тихие…» Б. Л. Васильева — старшина Васков
- «Нестерка» В. Ф. Вольского — Нестерка
- «Правда хорошо, а счастье лучше» А. Н. Островского — Платон
- «Гроза будет» А. Звонака по трилогии «На росстанях» Я. Коласа — Аксен Каль
- «Криницы» по И. П. Шамякину — Лемешевич
- «Снежные зимы» по И. П. Шамякину — Антонюк
- «Таблетку под язык» А. Е. Макаёнка — Каравай
- «Тревога» А. Л. Петрашкевича — Ольховик
- «Ревизор» Н. В. Гоголя — Городничий
- «Мещане» М. Горького — Бессеменов
- «Овод» по Э. Войнич — Овод
- «Испытание огнём» К. Крапивы — Перегуд
- «Американская трагедия» по Т. Драйзеру — Клайд Грифитс
- «Искатели» по Д. А. Гранину — Андрей Лобанов
- «Чудесный сплав» В. М. Киршона — Петя
- «Иркутская история» А. Н. Арбузова — Сергей
- «Изгнание блудницы» И. П. Шамякина — Гаворка
- «Один год» по Ю. П. Герману — Алексей Жмакин
- «Потерянный сын» Данилова — Василь
- «Правда и кривда» по М. А. Стельмаху — Безбородко
- «Земля» по Я. Коласу — Дед
- «Кастусь Калиновский» В. С. Короткевича — Муравьев
- «Поздняя любовь» А. Н. Островского — Маргаритов
- «Один год» по Ю. П. Герману — Алексей Жмакин

## Режиссёрские работы в театре
- «Батьковщина» К. Чорного
- «Тревога» А. Л. Петрашкевича
- «Блэз» К. Манье
- «Верочка» А. Е. Макаёнка
- «Правда — хорошо, а счастье лучше» А. Н. Островского
- «Мудромер» Н. Е. Матуковского.

## Фильмография
1. 1957 — Бессмертная песня — Юсалов
2. 1958 — Кочубей — Рубин
3. 1959 — Любовью надо дорожить — Антон Иванович
4. 1959—1961 — Поднятая целина — Андрей Размётнов
5. 1960—1961 — Балтийское небо — Уваров
6. 1961 — Первые испытания — Иван Михайлович
7. 1964 — Криницы — Андрей Иванович
8. 1967 — Анютина дорога — дядя Фёдор
9. 1970 — Море в огне — эпизод
10. 1971 — Запрос (короткометражный) — «бородатый»
11. 1971 — Рудобельская республика — эпизод
12. 1973 — Завтра будет поздно… — комиссар партизанского отряда
13. 1973 — Тартак — Иван Боганчик
14. 1975 — Долгие вёрсты войны — Кривошеев
15. 1975 — Всего одна ночь — эпизод
16. 1976—1978 — Время выбрало нас — Худяков
17. 1978 — Прошлогодняя кадриль — Трошенька
18. 1980—1981 — Мужество — Алексей Иванович Морозов
19. 1980 — Странный отпуск — Фёдор Иванович, парторг
20. 1981 — Командировка в санаторий — Кузьмич
21. 1981 — Контрольная по специальности — эпизод
22. 1981 — Люди на болоте — Зайчик
23. 1982 — Дыхание грозы — Зайчик
24. 1982 — Иван — Фёдор
25. 1983 — Миргород и его обитатели — Афанасий Иванович
26. 1983 — Три гильзы от английского карабина — дядька Иван
27. 1984 — Поединок
28. 1985 — Мы обвиняем — Асабин
29. 1985 — Контрудар — Трофимыч
30. 1985 — По зову сердца — доктор
31. 1986 — На пороге
32. 1986 — Государственная граница. Год сорок первый — Деркун
33. 1988 — Земляки — Косов
34. 1988 — Не забудь оглянуться —  Филипп Кузьмич
35. 1990 — Плач перепёлки — Парфён Вершков
36. 1992 — Господи, прости нас грешных
37. 2009 — Яблоко Луны — Старик

## Память
Ф. Шмакову посвящён документальный в/ф БВЦ «Федор Шмаков. Фрагменты…» (1998, реж. В. Аслюк).